# Agosti (cognome)
Agosti è un cognome di lingua italiana.

## Varianti
Agosta, Agostani, Agostaro, Agostena, Agostinelli, Agostinello, Agostinetti, Agostinetto, Agostini, Agostinielli, Agostinis, Agostino, Agostinone, Agosto, Agostoni, Agusti, Agusto, Agustoni, D'Agostini, D'Agostino, d'Agostino, D'Agosto, Dagostini, Dagostino, De Agostini, De Agostinis, De Agostino, Deagostini, Deagostino, Dell'Agostino.

## Origine e diffusione
Cognome tipicamente settentrionale, è presente prevalentemente in Lombardia e Emilia.
Potrebbe derivare dal titolo latino di Augustus o dal mese di agosto; in alternativa potrebbe derivare dal comune di Augusta in provincia di Siracusa o dal prenome Agostino.
In Italia conta circa 1883 presenze.
La variante Agosto è tipica del Piemonte occidentale, dell'udinese e della Calabria; Agostoni è lombardo; Agosta è mantovano, romano e siciliano; Agostani è lombardo; Agostini è diffuso in Italia centro-settentrionale; Agostinis compare nell'udinese; Agostinello è veneto e salentino; Agostinetti e Agostinetto sono veneti; Agustoni è lombardo; Agostinelli è beneventano e del centro Italia; D'Agostino è tipico dell'Italia centro-meridionale; Dagostini è triestino; Dell'Agostino è tipico della provincia di Sondrio; D'Agostini è veneto, friulano e laziale; Agostino è tipicamente reggino e torinese; Agostinone è pescarese; Dagostino è campano, pugliese, calabrese e siciliano; Agusti e Agusto sono probabilmente dovuti a errori di trascrizione.

## Persone
- Guido Agosti (1901-1989) nato a Forlì – pianista e concertista italiano
- Leonardo Agosti (XVI secolo) nato a Bergamo – filologo italiano
- Giovanni Agosti (1961) – storico dell'arte italiano
- Giacomo Agosti (1962) – scrittore, produttore teatrale e artista italiano
- Lucilla Agosti (1978) – attrice e conduttrice italiana